# 常総鉄道キホハ61形気動車
常総鉄道キホハ61形気動車（じょうそうてつどう キホハ61がたきどうしゃ）は、常総鉄道（関東鉄道の前身）が1935年（昭和10年）から導入した気動車である。常総鉄道時代に製造され、常総筑波鉄道を経て関東鉄道まで使用され、1970年（昭和45年）8月31日に廃車となった。

## 概要・運用
この車両は、常総鉄道が1935年（昭和10年）に日本車輌に発注し、同年7月にキホハ61が、翌1936年6月にはキホハ62が竣工した。キホハ61はキホハ51形のように幕板が広く、一段窓だが、キホハ62はそれほどでもなく、前面窓も2段窓だった。その後、1942年（昭和17年）3月に代燃装置を設置し、1951年（昭和26年）12月にディーゼル化。キホハ61は1955年（昭和30年）3月に筑波線に転じ、同時にキハ61に改番。1956年（昭和31年）3月に筑波線キハ300形・304形に続いてキハ305に改番し、しばらく筑波線で使用された後、1965年（昭和40年）には竜ヶ崎線に転じ、1970年8月31日に廃車となった。キホハ62は1956年（昭和31年）3月にキハ62に改番したが、1960年（昭和35年）8月には機関を撤去して付随客車化し、キサハ54に改番され、1969年（昭和44年）8月31日の廃車まで常総線で使用された。 

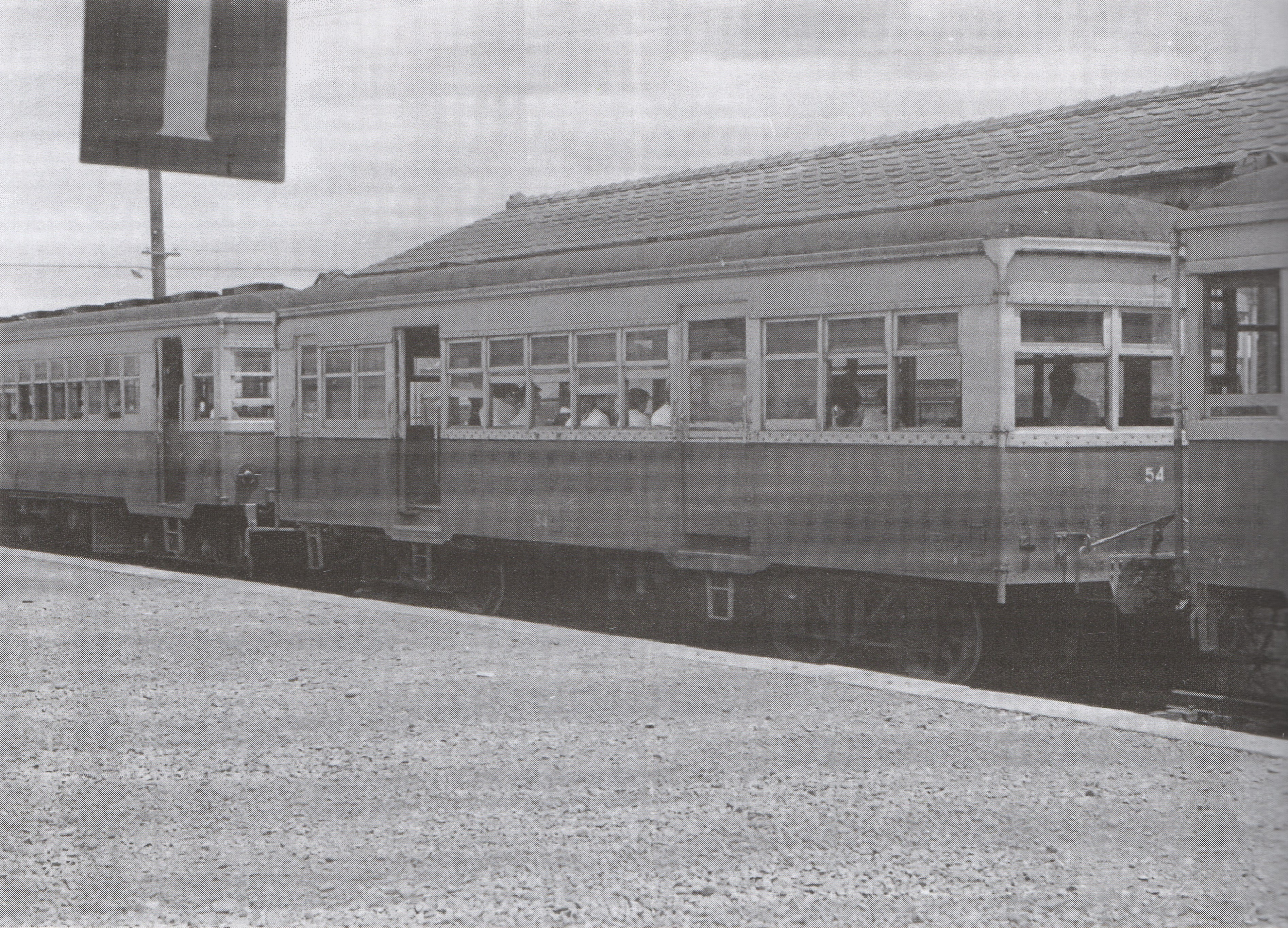
キサハ54（元キホハ62）。2段窓であることがわかる。

## 車両年表

### キホハ61
- 1935年（昭和10年）
  - 6月15日 - 車両設計。「瓦斯輪客車設計ノ件」[5]
  - 7月 - 竣工。[1]
- 1942年（昭和17年）
  - 2月9日 - 設計変更。「瓦斯輪客車設計變更ノ件」[6]
  - 3月 - 代燃装置設置。[3]
- 1951年（昭和26年）
  - 12月 - ガソリン客車からディーゼル客車に設計変更。[3]
- 1955年（昭和30年）
  - 3月 - 筑波線に移籍。キハ61に改番。[3]
- 1956年（昭和31年）
  - 3月 - キハ305に改番[3]
- 1965年（昭和40年）:竜ヶ崎線に移籍。[3]
- 1970年（昭和45年）
  - 8月31日 - 廃車。[3]

### キホハ62
- 1936年（昭和11年）
  - 6月15日 - 車両設計。「瓦斯輪客車設計ノ件」[5]
  - 7月 - 竣工。[1]
- 1942年（昭和17年）
  - 2月9日 - 設計変更。「瓦斯輪客車設計變更ノ件」[6]
  - 3月 - 代燃装置設置。[3]
- 1951年（昭和26年）
  - 12月 - ガソリン客車からディーゼル客車に設計変更。[3]
- 1956年（昭和31年）
  - 3月 - キハ62に改番。[4]
- 1960年（昭和35年）
  - 8月 - 機関撤去。キサハ54に改番。[4]
- 1969年（昭和44年）
  - 8月31日 - 廃車。[4]